# Działania (wojsko)
Działania – walki zbrojne, ruchy wojsk, wszelkie akcje bojowe, prowadzone przez pododdziały, oddziały, związki taktyczne, operacyjne i strategiczne.

## Stosowany podział działań
Najogólniej rozróżnia się:
- działania bojowe
- działania wojenne

Regulamin działań wojsk lądowych z 2008 roku wyróżnia:
- działania wojenne
- działania inne niż wojenne
- działania połączone

Zależnie od szczebla organizacyjnego:
- działania taktyczne
- działania operacyjne
- działania strategiczne

W zależności od stosowanych metod walki:
- działania zaczepne
- działania obronne
- działania odwrotowe
- działania opóźniające
- działania osłonowe
- działania wiążące
- działania desantowe
- działania powietrznodesantowe
- działania przeciwdesantowe
- działania specjalne
  - działania partyzanckie
  - działania dywersyjne

Działania zbrojne (ang. hostilities) podczas opracowania protokołów dodatkowych z 1977 określono jako działania wojenne, które ze względu na swój charakter lub cel uderzają w personel i sprzęt wrogich sił zbrojnych. Część uczestników konferencji uznała, iż termin ten obejmuje również sytuacje przygotowań do walki i powrotu z niej.
Zakazane jest atakowanie przeciwnika wyłączonego z walki (jak jeniec czy ciężko ranny).
Osoby cywilne korzystają z ogólnej ochrony przed niebezpieczeństwami wynikającymi z operacji wojskowych, tracą przysługującą ochronę jeżeli uczestniczą bezpośrednio w działaniach zbrojnych, przez czas trwania takiego uczestnictwa.